# Mohamed Muizzu
Mohamed Muizzu (Malé, 15 de junio de 1978) es un político maldivo que se desempeña como Presidente de Maldivas desde 2023, previamente se desempeñó como alcalde de Malé de 2021 a 2023.
Fue nominado como candidato del Congreso Nacional del Pueblo para las elecciones presidenciales de 2023, donde derrotó al presidente en funciones Ibrahim Mohamed Solih, y asumió el cargo el 17 de noviembre de 2023.

## Biografía
Muizzu comenzó su carrera política con su nombramiento en 2012 como Ministro de Vivienda y Medio Ambiente del país en la administración del presidente Mohammed Waheed Hassan. Se ganó la confianza de Abdulla Yameen, quien, tras su elección a la presidencia en 2013, mantuvo a Muizzu en la misma cartera durante su mandato de cinco años, aunque con la modificación del mandato para convertirlo en Ministerio de Vivienda e Infraestructura.
Muizzu y su equipo supervisaron el megaproyecto para construir el icónico Puente Sinamalé que conectaba la capital, Malé, a través del Aeropuerto Internacional de Malé en Hulhulé, hasta la nueva ciudad planificada de Hulhumalé. En 2019, Muizzu asumió la cartera de liderazgo de vicepresidente del PPM, haciéndose cargo del crucial Departamento de Elecciones.